# أما توتو منى
أما توتو منى (بالفرنسية: Ama Tutu Muna) (ولدت في 17 يوليو 1960) سياسية من الكاميرون حيث تقلدت منصب وزيرة الفنون والثقافة من عام 2007 وحتى 2015.

## حياتها المبكرة والتعليم
ولدت منى في ليمبي جنوب غرب الكاميرون في 17 يوليو1960. فهى الأبنة الصغرى من بين ثمانية أطفال ولدوا لسالمون تاندنغ منى، تقلدت منصب رئيسة وزراء غرب الكاميرون ثم نائب رئيس جمهورية الكاميرون إليزاييث فرى ندينجزان. أخويها بيرنارد منى، رئيس تحالف القوى المتقدمة، وأكيري منى رئيس المجلس الدولي لمكافحة الفساد.
درست علم اللغات بجامعة مونتريال كندا، وتخرجت في عام 1983.

## حياتها المهنية
كانت منى تشغل منصب سكرتيرة وزير الاقتصاد في ليمبي في ديسمير 2004. ثم تقلدت منصب وزيرة الفنون والثقافة في عام 2007. شرعت منى في مساندة نساء مبنغوي ومكافحة محنة المرأة الريفية، كما أسست منتدى نساء الشمال الغربي.
وفي عام 2014 تم انتقادها بشأن نقل قطعة أثرية ثقافية من شمال غرب الكاميرون إلى ياوندي. وفي 22 مايو 2015، منحها رئيس الوزراء فيليمون يانغ مهلة ثمانية وأربعين ساعة لحل هيكل حقوق المؤلفين الجدد، وأستطاعت حلها. وفي 2 أكتوبر 2015 نُقلت من منصبها الوزاري خلال تعديل وزاري حكومي من قِبل الرئيس بول بيا، وسط تقاير أفادت بأنها أساءت إدارة مليارات المليارات في عوائد الملكية الفكرية. وفي فبراير 2016 سعى المواظفون لطردها من فيلا مملوكة للدولة في باستوس، ولكنها رفضت زاعمة بأنها إتخذت ترتيباتها بشأن شرائها، اعتبارا من سبتمبر لعام 2016، ولكنها لم تنتقل.

## حياتها الشخصية
لديها ابن واحد يُدعى إفيمي نكويتي منى، ولد في 1987. حتى لقى مصرعه جراء حادث سيارة في 8 فبراير 2014.